# Diotimana undulata
Diotimana undulata är en skalbaggsart som först beskrevs av Francis Polkinghorne Pascoe 1859.  Diotimana undulata ingår i släktet Diotimana och familjen långhorningar. Inga underarter finns listade i Catalogue of Life.